# Architectus
L'architectus, nell'impero romano era un tecnico e costruttore dell'esercito romano, in alcuni casi al servizio dello stesso Imperatore (Imperator) o Augusto come lo era stato Apollodoro di Damasco per Traiano. Ricordiamo anche la figura di un architectus faber navalis, impiegato quindi tra i classiarii della flotta romana. Era anche un semplice tecnico privato, non necessariamente militare, come pure un liberto. Nella maggior parte dei casi si occupava di costruire macchine da lancio. Di base si trattava di un semplice miles legionario.
Veniva impiegato sia nelle legioni, o loro vexillationes, come pure nella guardia pretoriana o negli equites singulares. Faceva parte della categoria degli immunes, esentato dai più noiosi e pericolosi compiti che gli altri dovevano svolgere, quali lo scavo di un fossato o il pattugliamento dei bastione. Poteva essere sottoposto al comando di un praefectus architectorum. La sua carriera poteva prevedere di ricoprire cariche come il praefectus fabrum o il censore.